# Носівська сільська рада (Чуднівський район)
Носівська сільська рада — колишня адміністративно-територіальна одиниця та орган місцевого самоврядування у Янушпільському, Чуднівському, Бердичівському і Любарському районах Житомирської і Бердичівської округ, Вінницької й Житомирської областей Української РСР та України з адміністративним центром у с. Носівки.

## Населені пункти
Сільській раді були підпорядковані населені пункти:
- с. Носівки
- с. Суслівка

## Населення
Кількість населення ради, станом на 1923 рік, становила 1 684 осіб, кількість дворів — 418.
Відповідно до перепису населення СРСР, станом на 17 грудня 1926 року, чисельність населення ради становила 1 841 особу, з них, за статтю: чоловіків — 909, жінок — 932, етнічний склад: українців — 1 767, росіян — 2, євреїв — 3, поляків — 68, інших — 1. Кількість господарств — 423, з них несільського типу — 1.
Відповідно до результатів перепису населення СРСР, кількість населення ради, станом на 12 січня 1989 року, становила 1 097 осіб.
Станом на 5 грудня 2001 року, відповідно до перепису населення України, кількість мешканців сільської ради становила 976 осіб.

## Склад ради
Рада складалася з 12 депутатів та голови.

### Керівний склад сільської ради
| ПІБ                         | Основні відомості                                                                  | Дата обрання | Дата звільнення |
| --------------------------- | ---------------------------------------------------------------------------------- | ------------ | --------------- |
| Круть Микола Маркович       | Сільський голова, 1949 року народження, освіта, член Соціалістичної партії України | 26.03.2006   | 31.10.2010      |
| Герасимчук Любов Михайлівна | Сільський голова, 1952 року народження, освіта незакінчена вища, позапартійна      | 31.10.2010   |                 |

Примітка: таблиця складена за даними джерела

## Історія
Створена у 1923 році в с. Носівка (згодом — Носівки) Краснопільської волості Полонського повіту Волинської губернії. Станом на 17 грудня 1926 року в підпорядкуванні значився хутір Степ. На 1 жовтня 1941 року значилися хутори Завадського та Суслівка.
Станом на 1 вересня 1946 року сільська рада входила до складу Янушпільського району Житомирської області, на обліку в раді перебували с. Носівка та х. Суслівка, х. Завадського не перебував на обліку населених пунктів.
11 серпня 1954 року, відповідно до указу Президії Верховної ради Української РСР «Про укрупнення сільських рад по Житомирській області», до складу ради включено с. Безпечна ліквідованої Безпечнянської сільської ради Янушпільського району.
На 1 січня 1972 року сільська рада входила до складу Чуднівського району Житомирської області, на обліку в раді перебували села Безпечна, Носівка та селище Суслівка.
12 серпня 1974 року, відповідно до рішення Житомирського облвиконкому № 342 «Про зміни в адміністративно-територіальному поділі окремих районів області в зв'язку з укрупненням колгоспів», с. Безпечна передане до складу Краснопільської сільської ради Чуднівського району.
Ліквідована у 2016 році в зв'язку з об'єднанням до складу Краснопільської сільської територіальної громади Чуднівського району Житомирської області.
Входила до складу Янушпільського (7.03.1923 р.), Чуднівського (28.11.1957 р., 8.12.1966 р.), Бердичівського (30.12.1962 р.) та Любарського (4.01.1965 р.) районів.